# Android Cupcake
Android 1.5 Cupcake este a treia versiune de Android dezvoltată de Google, o lansare de platformă majoră pentru dispozitive cu Android începând din mai 2009, care nu mai este suportată. Lansarea include noi caracteristici pentru utilizatori și dezvoltatori, precum și schimbări API la Android. Pentru dezvoltatori, platforma Android 1.5 este disponibilă ca un component de descărcare pentru Android SDK.
Android 1.5 a inclus noi caracteristici cum ar fi o tastatură pe ecran și suport Bluetooth precum și îmbunătățiri ale caracteristicilor existente cum ar fi schimbări UI pentru gestionarea aplicațiilor și mai multe aplicații Google.